# Андерссон, Микаэль (музыкант, 1961)
Ян Микаэль Андерссон (швед. Jan Michael Andersson), наиболее известен как Мике «Сюд» Андерссон (швед. Micke "Syd" Andersson), род. 12 марта 1961 года в коммуне Харплинье, Хальмстад, Швеция — шведский музыкант, наиболее известен как барабанщик шведской поп-рок группы Gyllene Tider, а также как сольный исполнитель и участник дуэта Syd & Ekman.
В 1990-е годы получил прозвище «Syd» (со швед. — «южный»), чтобы отличаться от другого шведского музыканта с таким же именем (Мике Андерссон), который также сотрудничал с Пером Гессле и Roxette. Кронг Рольф Леннарг Микаэль Андерссон (или, проще, Мике Андерссон) был перкуссионистом в Roxette в серединк 1990-х. Несмотря на то, что Gyllene Tider к тому моменту официально распались, музыканты продолжали сотрудничество в других проектах, а также во время гастрольного тура «Återtåget» (1996). Для того, чтобы различать участников группы Ян Микаэль Андерссон взял уточняющее прозвище «Южный», в то время как Кронг Рольф Леннарг Микаэль Андерссон взял прозвище «Северный» (Micke «Nord» Andersson).
В настоящее время проживает вместе с женой в собственном доме в стокгольмском пригороде Таллкроген.

## Биография
Андерссон родился в Харплинье, пригороде Хальмстада, столицы лена Халланд на западном побережье Швеции. Его мать работала парикмахершей и даже делала прически начинающему тогда музыканту Перу Гессле. Андерссон научился играть на фортепиано в возрасте 10 лет. Вскоре он переключился на ударные — это его основной музыкальный инструмент по сей день. В документальном фильме-концерте Gyllene Tider «Parkliv!» можно увидеть, как Андерссон играет на гитаре.
В юности Андерссон интересовался исключительно футболом и настольным теннисом. Музыка, однако, вошла в его жизнь в младших классах средней школы, когда он и Андерс Херрлин основали домашнюю группу в Харплинье (пригород Хальмстада). В той же деревне проводили время Матс МП Перссон и Пер Гессле. Андерссон был единственным барабанщиком, с которым был знаком МП — так образовалась Gyllene Tider.
Андерссон получил образование в муниципальной музыкальной школе, в частности, у «легендарного» хальмстадского музыканта Берта Мёллера (швед. Bert Möller). Вначале у Андерссона и Андерса Херрлина была прогрессивная группа Yggdrasil, для которой характерны социально-критические тексты. «Очень левые», по выражению самого музыканта.
После распада группы в середине 1980-х Андерссон сотрудничал с группой MaMas Barn (ранний проект Мари Фредрикссон), а также пел с Никласом Стрёмстедтом. Помимо этого он участвовал в записях групп QBTQ (бывшая домашняя группа Адама Альслинга), Gyllene Style с Кристером Санделином и The Lonely Boys (под псевдонимом Kalle Johansson — вместе с Пером Гессле).
Помимо участия в группе Gyllene Tider и работы с Roxette, Мике «Сюд» гастролировал с Евой Дальгрен и Томми Экманом.
Андерссон время от времени выступал в группе известного шведского музыканта и продюсера Лассе Линдбома The Husbands вместе с Патриком Лундстрёмом (швед. Patrik Lundström) и Матсом Гаффой Карлссоном (швед. Mats Gaffa Karlsson).
Летом 2005 года Андерссон женился во второй раз на своей подруге по имени Хелена. Свадьба прошла в отеле «Tylösand» в Хальмстаде. Из-за финансовых споров после гастрольного тура Gyllene Tider 2004 года Андерссон не пригласил своего друга и коллегу Пера Гессле на торжество.
В 2006 году он выпустил первый сольный сингл в своей карьере — футбольную песню «Du och jag och Glenn Hysén». Андерссон записал её на хальмстадской студии «T&A» вместе с коллегой по Gyllene Tider Матсом МП Перссоном.
В ноябре 2017 года Андерссон попал в заголовки новостей, так как стал участником полицейской драмы: музыкант увидел, как в соседский дом ломятся воры, выбежал во двор, и распылил одному из воров легальный спрей с красной краской в лицо. Воры ретировались и имущество соседей музыканта не пострадало.
В 2021-22 годах работал над записью нового альбома Gyllene Tider «Hux flux» (2023), а после его выхода гастролировал с группой по Скандинавии.
Летом 2024 года планируется к выходу художественный фильм о Gyllene Tider «Sommartider – Filmen om Gyllene Tider», где Андерссона сыграет шведский актёр Феникс Парневик.

## Личная жизнь
- Брат — Томпа (Tompa), род. 26 января 1964. Работает в шведской службе спасения (пожарная, скорая медицинская помощь). Вместе с братом участвует в гуманитарных проектах.
- Первая жена — Мадлен (Madeleine Andersson-Erixon), род. 1962[12]
  - Сын — Деннис (Dennis Erixon), род. 1 августа 1989 года[12]. Младенцем снялся в клипе Per’s Garage на песню «Småstad» (1989).
  - Сын — Эдди (Eddie), род. 6 марта 1993 года.
- Вторая жена — Хелена Эрикссон (Helena Eriksson)[13], познакомились в 1996 году[14] (имеет двух детей от предыдущего брака)

### Активизм
Андерссон активно продвигает идею донорства органов после того как у одного из его сыновей от первой жены, Денниса, была выявлена болезнь почек.
В 2017 году Андерссон организовал кампанию по сбору средств для поддержки хальмстадского футбольного клуба «Хальмстад».
После полномасштабного вторжения России в Украину, Андерссон выступил на стороне Украины и работал волонтёром, а также предоставлял стране различную гуманитарную помощь. В составе организации «Swedish rescuers» он лично посещал Украину (как минимум дважды) и передал ей пожарные машины, а также машины скорой помощи.
Отец музыканта работает в пожарной охране, его сестра — на скорой, а муж сестры — полицейский. По этой причине Андерссон стал амбассадором фонда «Blåljus i samverkan» (со швед. — «Синий свет в сотрудничестве»), который поддерживает работников экстренных служб. В том числе он оказывал фонду волонтёрскую поддержку и во время военных действий в Украине.
31 мая 2024 года Андерссон стал одним из приглашённых на губернаторский обед у губернатора лена Халланд Андреаса Торнберга. Всего на обед отбираются и приглашаются 24 человека — по 4 от каждого из 6 муниципалитетов лена. Этот обед — знак признательности гражданам, внесшим весомый вклад в развитие общества в различных сферах. Андерссон был выбрал в знак признательности его благотворительной работе в фонде «Blåljus i samverkan» по поставке в Украину автомобилей спасательных служб. Кроме того, во время обеда ему выразили признательность за работу над проектом по строительству более 55 домов (социальное жильё) в Хавердале (Haverdal), пригороде Хальмстада. Андерссон преподнёс губернатору в качестве подарка книгу о гастрольном туре Gyllene Tider «Hux flux sommarturné», а также барабанные палочки. Церемония прошла в хальмстадском замке.

## Дискография
Помимо работы с Gyllene Tider, другими связанными проектами Пера Гессле и сотрудничества с другими музыкантами, Андерссон выпустил несколько песен, как сольный исполнитель. Некоторые из них:
- «In the Summertime» (1997)
- «Du och jag och Glenn Hysén[швед.]» (2006)